# Microdon baramus
Microdon baramus är en tvåvingeart som beskrevs av Charles Howard Curran 1942. Microdon baramus ingår i släktet myrblomflugor, och familjen blomflugor. Inga underarter finns listade i Catalogue of Life.